# Where Sleeping Dogs Lie
Where Sleeping Dogs Lie (conocida como Confesión criminal en Latinoamérica) es una película de suspenso estadounidense dirigida por Charles Finch y protagonizada por Dylan McDermott, Sharon Stone y Tom Sizemore. La historia se centra en la aventura de un escritor que se encuentra investigando un brutal asesinato. Para lograr algunas pistas, se traslada a la casa donde fue cometido el crimen, encontrándose con un extraño que le ofrece revelarle información importante para resolver el misterio.

## Reparto
| Actor             | Personaje     |
| ----------------- | ------------- |
| Dylan McDermott   | Bruce Simmons |
| Sharon Stone      | Serena Black  |
| Tom Sizemore      | Eddie Hale    |
| Ron Karabatsos    | Stan Reeb     |
| Mary Woronov      | turista       |
| Charles Finch     | Evan Best     |
| Brett Cullen      | John Whitney  |
| Jillian McWhirter | Dol Whitney   |